# Los Morales 1
Los Morales 1 es un barrio perteneciente al distrito Puerto de la Torre de la ciudad andaluza de Málaga, España. Según la delimitación oficial del ayuntamiento, limita al norte con el barrio de El Chaparral; al este, con Los Morales 2; al sureste, con Torremar; al sur, con Los Tomillares; y al oeste, con Los Morales.

## Transporte
Ninguna línea de autobús urbano de la EMT alcanza los límites del barrio, si bien, las siguientes paran en las proximidades:
| Línea | Trayecto                               | Recorrido | Frecuencia                              |
| ----- | -------------------------------------- | --------- | --------------------------------------- |
| 21    | Alameda Principal - Puerto de la Torre | Recorrido | 12 minutos                              |
| N4    | Alameda Principal - Puerto de la Torre | Recorrido | 23.30, 1.00 (Alameda) 0.15 (Pto. Torre) |